# 남도일보
남도일보는 광주광역시에 있는 종합 지역 신문이다. 주로 광주광역시와 전라남도에 발행된다.

## 연혁
- 2006년 3월 23일 설립.
- 2006년 6월 23일 창간.